# Nederlanders in het Libanese voetbal
Nederlanders in het Libanese voetbal geeft een overzicht van Nederlanders die een contract hebben (gehad) bij Libanese voetbalclubs uit de hoogste drie divisies.

## Spelers
| Naam            | Club      | Van  | Tot  | Opmerkingen |
| --------------- | --------- | ---- | ---- | ----------- |
| Jordy Bruijn    | Safa SC   | 2023 | 2023 |             |
| Erixon Danso    | Safa SC   | 2015 | 2015 |             |
| Johan Kappelhof | Safa SC   | 2023 | 2024 |             |
| Omid Popalzay   | Nejmeh SC | 2023 | 2023 |             |

## Trainers
| Naam          | Club      | Van  | Tot  | Opmerkingen                                  |
| ------------- | --------- | ---- | ---- | -------------------------------------------- |
| Bram Braam    | Libanon   | 1999 | 2000 | Bondscoach november - januari, 2 wedstrijden |
| Johnny Jansen | Safa SC   | 2023 | 2023 |                                              |
| Jan de Jonge  | Safa SC   | 2023 | 2023 |                                              |
| Jan Mak       | Nejmeh SC | 1994 | 1995 |                                              |

Voetbalbonden ·
Albanië ·
Angola ·
Armenië ·
Australië ·
Azerbeidzjan ·
Bahrein ·
België ·
Bhutan ·
Bulgarije ·
Canada ·
China ·
Congo-Kinshasa · 
Cyprus ·
Denemarken ·
Duitsland ·
Egypte ·
Engeland ·
Estland ·
Ethiopië ·
Faeröer ·
Filipijnen ·
Finland ·
Frankrijk ·
Georgië ·
Ghana ·
Griekenland ·
Hongarije ·
Hongkong ·
Ierland ·
IJsland ·
Indonesië ·
Iran ·
Israël ·
Italië ·
Japan ·
Kazachstan ·
Koeweit ·
Litouwen ·
 Luxemburg ·
Maleisië ·
Malta ·
Marokko ·
Mexico ·
Namibië ·
Nieuw-Zeeland ·
Noorwegen ·
Oekraïne ·
Oezbekistan ·
Oostenrijk ·
Polen ·
Portugal ·
Qatar ·
Roemenië ·
Rusland ·
Rwanda ·
Saoedi-Arabië ·
Schotland ·
Singapore ·
Slovenië ·
Slowakije ·
Spanje ·
Tanzania ·
Turkije ·
Tuvalu ·
VAE ·
Venezuela ·
Verenigde Staten ·
Vietnam ·
Zimbabwe ·
Zuid-Afrika ·
Zuid-Korea ·
Zweden ·
Zwitserland